# Milo Abelleira
José Emiliano Abelleira Solla, más conocido como Milo Abelleira, es un entrenador, director deportivo y coordinador de fútbol español. Es el padre de la jugadora del Real Madrid femenino Teresa Abelleira.

## Biografía

### Como entrenador
Fue destituido del cargo que ejercía en el CD Ourense en la temporada 2005/2006. La temporada siguiente (2006/2007) fue fichado por la Cultural y Deportiva Leonesa, dónde evitó que el equipo descendiera a Tercera División Española consolidándolo en la 11ª posición clasificatoria. Firmó contrato por tres años más, pero debido a los malos resultados, fue expulsado del club en la temporada 2007/2008. Abelleira denunció a la Cultural y Deportiva Leonesa y ganó el juicio, por lo que el club leonés le debió pagar el importe correspondiente a los otros dos años restantes firmados. 
| Temporada | Equipo                       | División                                                                   | Logros |
| 1997-1998 | Pontevedra CF                | Segunda División B                                                         | |
| 1998      | Endesa As Pontes             |                                                                            | |
| 1999-2003 | Celta de Vigo B              | Segunda División B                                                         | Campeón de Copa Federación (2002) |
| 2003-2006 | CD Ourense                   | Grupo I de Segunda División B                                              | |
| 2006/2007 | Cultural y Deportiva Leonesa | Grupo II de Segunda División B                                             | Evitó que el equipo descendiera a Tercera División de España. Empezó a entrenar a pocos puntos del descenso, lo dejó en la 11ª posición. |
| 2007/2008 | Cultural y Deportiva Leonesa | Grupo II de Segunda División B                                             | Fue destituido a final de temporada por no conseguir los objetivos. Dejó al club en la 11ª posición nuevamente.                          |
| 2009/2011 | Celta de Vigo B              | Grupo I de Segunda División B                                              | |
| 2011/2013 | Pontevedra Club de Fútbol    | Grupo I de Tercera División de España - Grupo ITercera División 2014 /2015 | |